# Hamlet (Szokolay-opera)
A Hamlet Szokolay Sándor a Magyar Állami Operaházban 1968. október 19-én bemutatott operája, amelynek szövegkönyvét a zeneszerző állította össze Arany János Hamlet-fordítása alapján.

## Az opera története és szövegkönyve
A világirodalom egyik legismertebb tragédiájának megzenésítése már főiskolás kora óta foglalkoztatta Szokolayt. Tíz éven át érlelődött a nagy terv, mire hozzáfogott a munkához, ugyanolyan alkotói lázban, mint előző operája a Vérnász esetében. A közvetlen ihletet Laurence Olivier Hamlet-filmje adta. 1964-ben készült el a szövegkönyv és a dramaturgiai felépítése a darabnak. Az opera 1968-as ősbemutatóján sok külföldi újságíró is megjelent, és több idegen nyelvű újságban is beszámoltak az előadásról. A Hamlet német nyelvű ősbemutatójára Kölnben került sor 1970-ben.
Ma szemmel nézve is világosan láthatjuk, hogy a Hamletet operaszínpadra vinni nem kis feladat. A cselekményt tömörítésekkel, rövidítéssel kell felpörgetni, a filozofikus gondolatokhoz méltó zenei anyagot kell alkotni: erre csak egy igazán tehetséges zeneszerző képes, és Szokolay az volt. Előtte már volt az operairodalomban egy nálunk is játszott, mai napig is népszerű Hamlet-opera, Ambroise Thomas műve. De a francia zeneszerző meg sem kísérelte visszaadni az eredeti darab filozófiai mélységeit (és éppen ezért lehetett sikeres, ugyanis Thomas nem volt olyan nagy kaliberű zeneszerző, aki erre hibátlanul képes lett volna).
Szokolay ez esetben is hű maradt az eredeti szöveghez, Arany János fordítását sehol sem írta át, csak lerövidítette, összevont és elhagyott egyes részeket. Mivel a zeneszerző számos szereplőt elhagyott, a jelenetek egy része is felesleges lett, ennek következtében megváltozott a képek és a felvonások beosztása is. Mindezen változtatások, azonban az opera előnyére váltak.

## Az opera szereplői és helyszínei
| Szereplő                             | Hangfekvés |
| ------------------------------------ | ---------- |
| Claudius, dán király                 | bariton    |
| Hamlet, dán királyfi                 | tenor      |
| Gertrúd, az anyja, Claudius felesége | alt        |
| Horatio, Hamlet barátja              | bariton    |
| Polonius, főkamarás                  | basszus    |
| Ophélia, a lánya, Hamlet kedvese     | szoprán    |
| Leartes, a bátya                     | tenor      |
| Hamlet apjának szelleme              | basszus    |
| Rosencrantz, udvaronc                | tenor      |
| Guildenstrein, udvaronc              | tenor      |
| Marcelus, tiszt                      | basszus    |
| Bernardo, tiszt                      | basszus    |
| Francisco                            | basszus    |
| Színész király                       | bariton    |
| Színész királyné                     | próza      |
| Lucianus                             | baiton     |
| Első sírásó                          | tenor      |
| Második sírásó                       | tenor      |
| Harmadik sírásó                      | bariton    |
| Pap                                  | basszus    |
| Osrick, udvaronc                     | tenor      |
| Nemes                                | tenor      |
| Hírnök                               | bariton    |

- Kórus: a király kísérete, főurak, nép, kísérő énekkar, a színész jelenetben
- Történik: Dániában az V. században
- Színhelyek:
  - I. felvonás: 1. kép: a helsingőri kastély előtt, 2. kép: a trónteremben, 3. kép: terem a palotában. 4 kép: a helsingőri kastély előtt
  - II. felvonás: 1. kép: szoba Polonius házában, 2. kép: folyosó a palotában
  - III. felvonás: 1. kép: folyosó a palotában, 2. kép: Gertrúd szobája, 3. kép: terem a palotában, 4. kép: temető, 5. kép: terem a palotában.
- Játékidő: három óra

## Az opera cselekménye

### I. felvonás
1. kép: A helsingőri kastély előtt őrt álló katonáknak már egy ideje egy titokzatos szellemalak jelenik meg minden éjjel. Horatio, aki eddig csak szóbeszédnek tartotta a kísértetjárást maga is szemtanúja lesz a szellem felbukkanásának és felismeri benne az elhunyt királyt, Hamlet apját. Kérleli a szellemet, de nem válaszol neki, ekkor elhatározza, hogy értesíti az esetről a királyfit.
2. kép: Bátyja halála után Claudius elfoglalta a trónt és feleségül vette korábbi sógornőjét. Királyként most engedélyezi Laertesnek, hogy visszatérjen francia földre. Hamletet pedig meginti: ne vigye túlzásba az apja iránti gyászt. Miután a királyfi egyedül marad az öngyilkosság gondolata foglalkoztatja, látva, milyen hamar elfeledte anyja halott férje emlékét. Ekkor jön Horatio, aki elmeséli neki éjszakai kalandját. Hamlet elhatározza, hogy ő is csatlakozik a következő éjjelen az őrökhöz.
3. kép: Laertes indulásra kész, búcsúzkodik Ophéliától. Húga lelkére köti: tartsa magát távol Hamlettől. Ugyanerre inti Polonius is lányát.
4. kép: Éjjel újra megjelenik a szellem és int Hamletnek, hogy kövesse. Miután félre vonultak az hajdani király felfedi fia előtt halálának titkát. Nem kígyó marta meg, hanem Claudius öntött mérget a fülébe, miközben a várkertben aludt. Megparancsolja fiának, hogy álljon bosszút ezért, de anyját kímélje. Ezután a szellem távozik. Horatio és Marcellus jelenik meg, akiket Hamlet megesküdtet, hogy semmit nem árulnak el abból, amit láttak és nem fognak csodálkozni azon, ha ő egészen különösen fog viselkedni a jövőben.

### II. felvonás
1. kép: Ophélia rémülten mondja el apjának, milyen zavartan viselkedett vele Hamlet. Polonius ezt a szerelem jelének gondolja és máris siet Claudioshoz.
2. kép: A király Rosencranzot és Guilenstrent bízza meg azzal, hogy derítsék ki a unokaöccse őrültségének az  okát. Ezután kamarását fogadja, aki kétségtelen bizonyítékot hoz arra vonatkozóan, hogy Hamlet gyengéd érzelmeket táplál lánya iránt. Egy szerelmes levet olvas fel, amit a királyfi írt Ophéliának és az engedelmes lány átadott neki. Ezután a királyfi találkozik a két udvaronccal és értesül róla, mivel bízta meg őket nagybátyja.
Hamlet színészeket hozat a palotába és megkéri őket, hogy játsszák el a Gonzago megölése című darabot. Ehhez ő egy kiegészítő sort írt hozzá. A király és kamarása most Ophéliát akarják felhasználni arra, hogy kifürkészik a királyfi titkát. Azonban a fiatalok párbeszéde nem ad egyértelmű választ Claudius kérdéseire. Ophélia fájdalmasan elsiratja megháborodott szerelmét. A király Angliába akarja száműzni unokaöccsét, Polonius azonban még egy próbát javasol: hátha a királyné ki tudja belőle szedni különös viselkedésének okát.
Közben megkezdődtek az előkészületek az udvari színjátékhoz. Hamletnek jelentik, hogy az előadást a király és a királyné is meg szeretné nézni. A királyfi hívatja Horatiót és azzal bízza meg: figyelje a király arcát, különösen annál a jelenetnél, amely emlékeztetheti őt, hogyan gyilkolta meg testvérét. Az udvar bevonul és megkezdődik a színészek előadása. Amikor a játék elérkezik a király meggyilkolásához, Claudius nem bírja tovább: felordít és elrohan. Ezután az udvartartás is szétszéled, Horatius és Hamlet egyedül maradnak. Most már mindkettőjük számára világos mi is történt a halott királlyal.

### III. felvonás
1. kép: Hamlet egy feszület előtt látja térdepelni Claudiust, aki nem tudja megbánni bűnét. Hamlet megölhetné, de félő, hogy akkor a lelke a mennybe jutna.
2. kép: Gertrúd Poloniust fogadja, majd mikor hallja fia közeledtét, int neki, hogy bújjon el a fali kárpit mögött. A királyfi nem kíméli anyját, a királynő segítségért kiált, Polonius erre felfedi magát. Hamlet pedig, nem is sejtve ki rejtőzik a szőnyeg mögött, beleszúr a kárpitba és megöli a kamarást. Csak Hamlet látja, amint megjelenik atya szelleme és inti: a királynét kímélje!
3. kép: Claudius végleg elhatározta, hogy Angliába száműzi unokaöccsét és levélben arra kéri az angol királyt: ölese meg a királyfit. Ophélia teljesen eszét vesztette a király és a királyné kérdéseire csak zavaros válaszokat képes adni. Ezután Leartes érkezik: félútról visszafordult, amikor apja halálhírét hallotta. Claudius elmondja neki, hogy Hamlet a gyilkos és rábírja, hogy álljon bosszút apja haláláért. Ezután egy hírnök jelenti, hogy Hamlet úgy döntött, mégsem utazik Angliába. Gertrúd érkezik, aki Ophélia halálhírét hozza: a lány vízbe ölte magát.
4. kép: Két sírásó dolgozik a temetőben, ahol a visszatért Hamlet találkozik Horatióval. Gyászmenet hozza Ophéliát. Amikor a királyfi megtudja kit temetnek, felfedi magát és összecsap Leartesszel. Végül Leartesz egyedül marad a királlyal. Claudius ismét bosszúra tüzeli a férfit, hiszen az most már nemcsak apját, hanem testvérét is elvesztette Hamlet jó voltából.
5. kép: Hamlet a párviadalra készülődik, amit a király is megtekint. Leartesnek mérgezett kardot adtak, és arra az esetre, ha nem ő győzne és nem tudná vele megsebezni a ellenfelét a király mérgezett italt készített. Megkezdődik a küzdelem. Gertrúd áldomást iszik fia győzelmére és megragadja a mérgezett serleget. A király már nem tudja megakadályozni, beleiszik. Hamlet eközben mindvégig felül tudott kerekedni ellenfelén, majd hirtelen Laertesz megsebzi kardjával. A küzdelem hevében kardot cseréltek és Hamlet is megsebzi ellenfelét a mérgezett tőrrel. Ekkor kezd hatni a méreg, amit Gertrúd megivott. Hamlet árulás sejt, ám ekkor Laertésznél is hatni kezd a méreg. A haldokló ekkor bevallja ellenfelének az ármányt, amit a királlyal szőttek ellene. Amikor megtudja, hogy a kezében tartott kard mérgezett, ledöfi vele nagybátyját. A haldokló ellenfelek megbocsátanak egymásnak. Hamlet ezután elbúcsúzik barátaitól és az élettől.

## Az opera zenéje
A Hamlet stílusa teljesen más, mint a Vérnászé. Előző művét Szokolay egy korszak lezárásának tartotta, előző kísérleteinek és műveinek összefoglalásának. Elmondása szerint első alkotói korszakának darabjait a zene áradása, szenvedélyes túlfűtöttsége, feszültségének szenvedélyes igénye jellemezte, de az évek múltával idegen lett tőle az a stílus. És valljuk be őszintén: a Hamlet témájához nem lehetett volna hatásosan közelíteni a Vérnász stílusával.
A Vérnászban a tizenkétfokúságot még csak a halál közeli jelenetekben, mintegy a halál ábrázolására használta a szerző. Ezzel szemben a Hamletben már teljes zenei építményeket hordozz a dodekafónia. A dodekafon stílust Szokolay a Starvinsky-i és Bartók-i hagyománnyal ötvözte, lényegében teljesen szabadon kezelte az új bécsi iskola eszköztárát. A történet a Vérnászban eleve megszabta a zenei szenvedélyes, érzelmi túlfűtöttségét, olykor elég harsány hangzást idézve elő. A Hamlet története azonban erősen filozófiai jellegű és differenciáltabb stílust igényelt.
Az énekszólamok kifejezési lehetőségei a prózától a ritmikus beszédig, a dallambeszéden át az éneklésig terjeszti. A hangszerelés áttetsző és világos, sok helyen szinte kamarazenei. A drámai összefüggések alkalmazására a szerző egyfajta vezérmotívumos szerkesztést alkalmazott: a tematikus összefüggéseket mindig a hasonló, vagy rokon események és jellemek határozzák meg.
A zenei kifejezés szempontjából az énekszólam és a zenekar egyenlő fontosságú. Kivételt csak Hamlet monológjai jelentetnek, ahol egyértelműen az énekszólamon van a hangsúly, a zenekari kíséret csak másodlagos. A zenekari hangzás ott lép előtérbe, ahol a címszereplő elleni cselszövést, intrikát kell, hogy érzékeltesse. A zenekari közjátékoknak fontos szerepe van: azt mondják ki, amit a szereplők elhallgatnak, vagy ami a felszínen folyó események mögött van. A kórus szerepe több féle, általában imitációs technikával szólal meg. A szellem jelenetben a királyi hatalmat hangsúlyozza, a színjátszók jelenetében pedig úgy jelenik meg, mint az antik sors tragédiák kórusa.
A Vérnászhoz képest a szerző itt most nem a verizmushoz, hanem a XIX. század végi eklektikus nagyopera hagyományaihoz nyúlt vissza. A szerző megkísérel visszatérni a XIX. század lírailag motivált történelmi nagyoperájához. De Szokolay egyáltalán nem rendeli alá művét az ideológiának. A darab ideológiai töltése spontán zenei világképből táplálkozik. Ez a fajta megoldás vezette az alkotót ismét egy olyan zenei nyelv kialakításához, amely bár szintén tradicionális, a magyar opera történetben mégis egyedülálló.